# Kej
Kej ili Koj (grč. Κοῖος, Koĩos) u grčkoj mitologiji Titan je, Uranov i Gejin sin, poznat po svojoj inteligenciji. Kejov pandan u rimskoj mitologiji jest Pol (Polus).

## Etimologija
Kejovo ime vjerojatno dolazi od grčke riječi κοιος, koios (također i ποιος, poios), upitna riječ koja znači "kakvo?", "koje vrste?".

## Mitologija
Kej je sa svojom sestrom Febom, Titanidom briljantnosti i Mjeseca, imao djecu Letu (Artemidinu i Apolonovu majku) i Asteriju.
Kao što je bilo i s ostalim Titanima nakon Titanomahije, zbacio ga je Zeus s ostalim olimpskim bogovima.

## Vanjske poveznice
- Kej u klasičnoj literaturi i umjetnosti (engl.)